# 圣布雷松 (加尔省)
圣布雷松（法語：Saint-Bresson，法語發音：[sɛ̃ bʁɛsɔ̃]）是法国加尔省的一个市镇，属于勒维冈区。

## 地理
圣布雷松（43°57'13"N, 3°38'45"E）面积8.4 平方千米，位于法国奧克西塔尼大區加尔省，该省份为法国南部沿海省份，南端濒地中海，北起顺时针与阿尔代什省、沃克吕兹省、罗讷河口省、埃罗省、阿韦龙省和洛泽尔省接壤。
与圣布雷松接壤的市镇（或旧市镇、城区）包括：波米耶、罗克迪尔、圣于连德拉内夫、圣洛朗勒米尼耶、勒维冈。

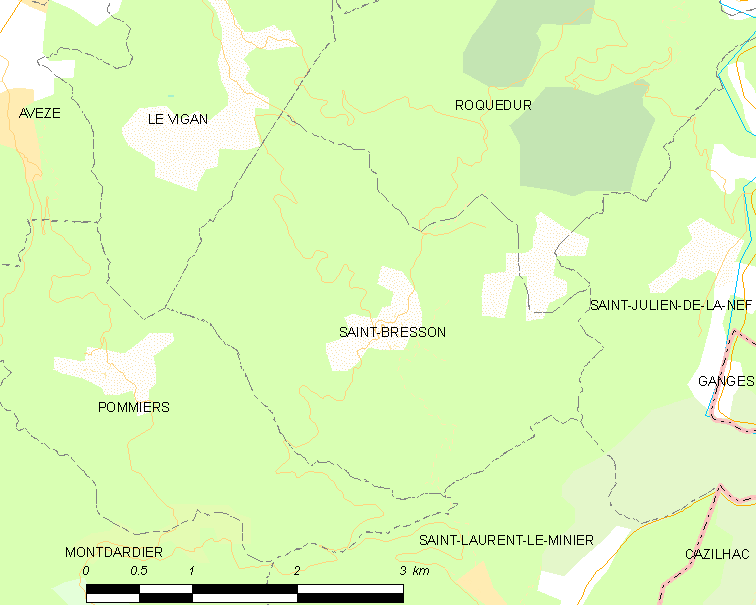
的OSM定位图

圣布雷松的时区为UTC+01:00、UTC+02:00（夏令时）。

## 行政
圣布雷松的邮政编码为30440，INSEE市镇编码为30238。

## 政治
圣布雷松所属的省级选区为勒维冈县。

## 人口

1962-2008年间人口变化图示

圣布雷松于2022年1月1日时的人口数量为71人。